# 専売特許の日
専売特許の日（せんばいとっきょのひ）は、日本で最初に特許が付与された日に因み制定された記念日。8月14日。
特許第1号は、堀田瑞松（ほったずいしょう）によって出願された「堀田錆止塗料及ビ其塗法」（錆止め塗料とその塗り方）に対して、1885年8月14日に付与された。
特許及び発明に関する記念日としては、他に4月18日の発明の日及び7月1日の弁理士の日がある。特許庁等による記念行事はもっぱら発明の日に行われており、専売特許の日には特段の行事は行われていない。弁理士の日に日本弁理士会が記念式典を開催するが、例年、特許庁長官が招待されている。